# Liwiec
Liwiec, Liw – rzeka płynąca przez województwo mazowieckie o długości ok. 142 km. Ma dwa źródła – południowe (uważane za główne) nieopodal wsi Sobicze oraz północne (tzw. Liwiec II) na terenie wsi Zawady. Wysokość głównego źródła wynosi 161 m n.p.m., rzędna ujścia to 84 m n.p.m., a spadek rzeki głównej wynosi 0,54‰. Średni przepływ w Łochowie wynosi 10,5 m³/s. Rzeka przepływa przez miejscowości:

- Wyszków
- Pogorzelec
- Liw
- Węgrów
- Mokobody
- Pruszyn
- Barchów
- Urle
- Starowola
- Sekłak
- Zawiszyn
- Starawieś
- Łochów
- Chodów
- Borzymy
- Świniotop
- Iły
- Strachów
- Borzychy
- Puste Łąki

Ujście Liwca do Bugu znajduje się w pobliżu Kamieńczyka (4 km od miasta Wyszkowa).
Rzeka stanowi południową granicę historycznego Podlasia.

## Dopływy
W kolejności od źródeł:
- Stara Rzeka (P)
- Helenka (L)
- Muchawka (L)
- Kostrzyń (L)
- Czerwonka (P)
- Miedzanka (P)
- Osownica (L)

W roku 2014 ze środków Europejskiego Funduszu Rozwoju Regionalnego oraz budżetu zostały oznakowane szlaki kajakowe na Liwcu i jego dopływach Kostrzyniu i Muchawce.

## Linki zewnętrzne

Liwiec
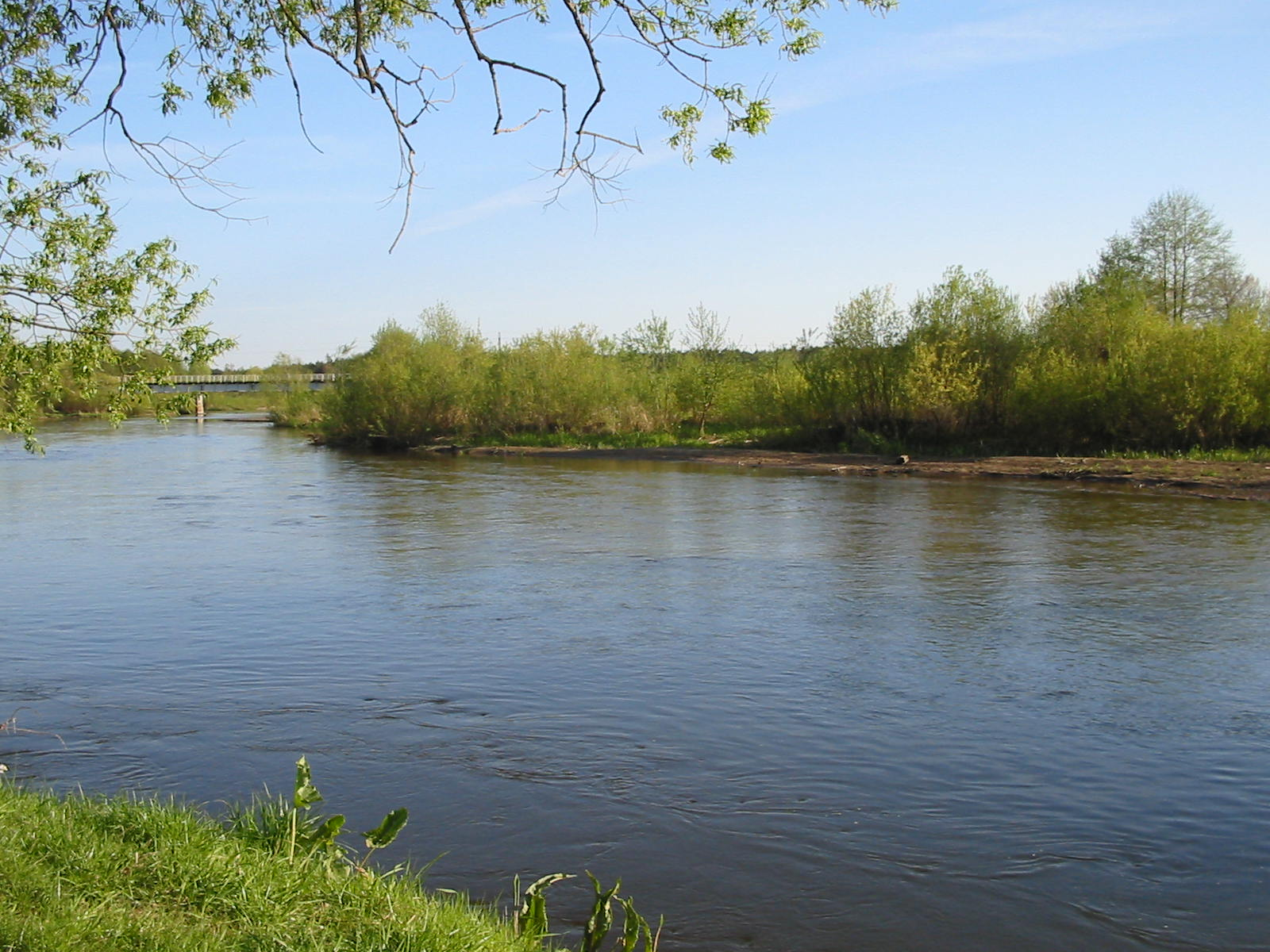
W okolicach Strachowa
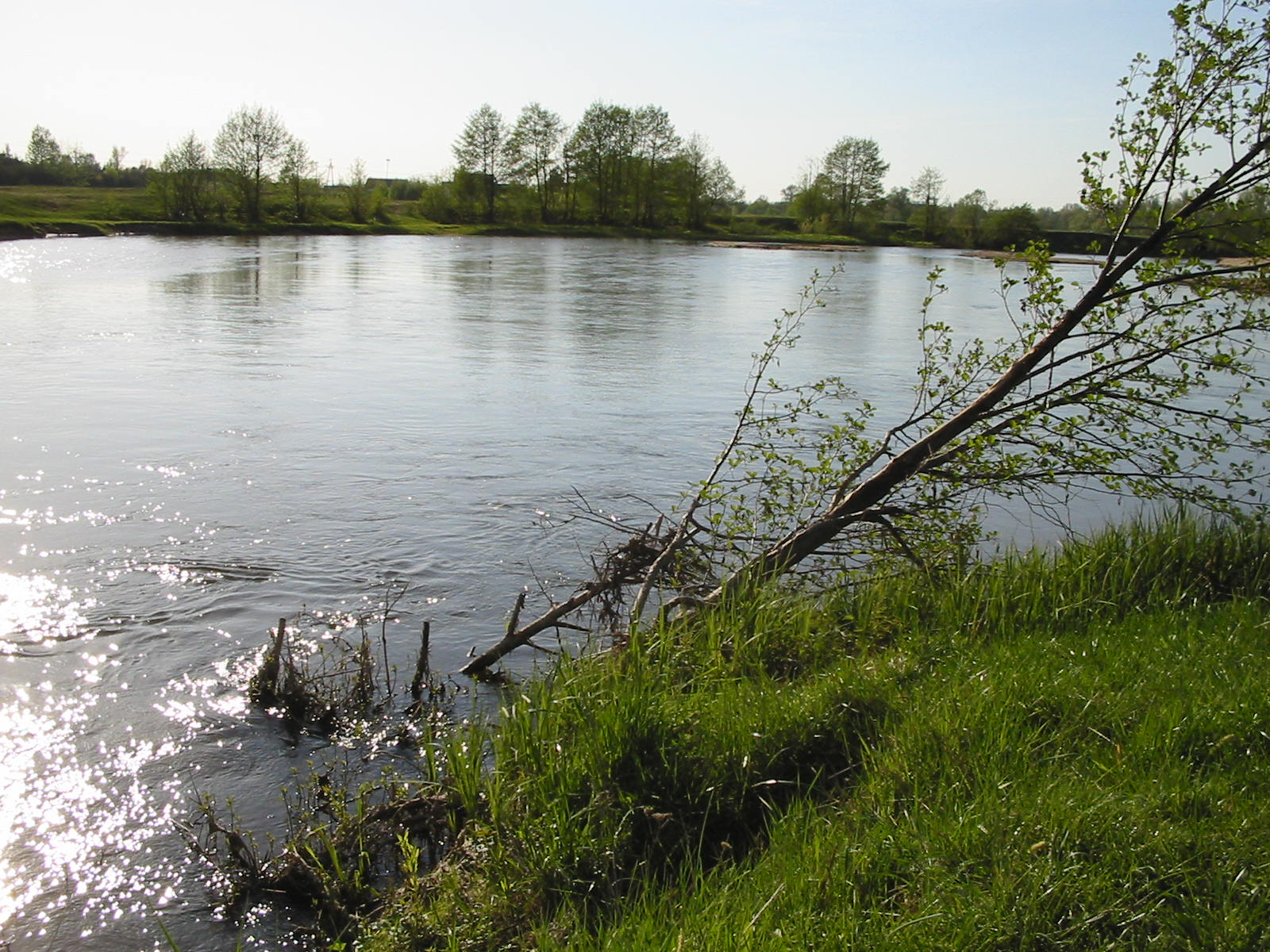
W okolicach Kamieńczyka
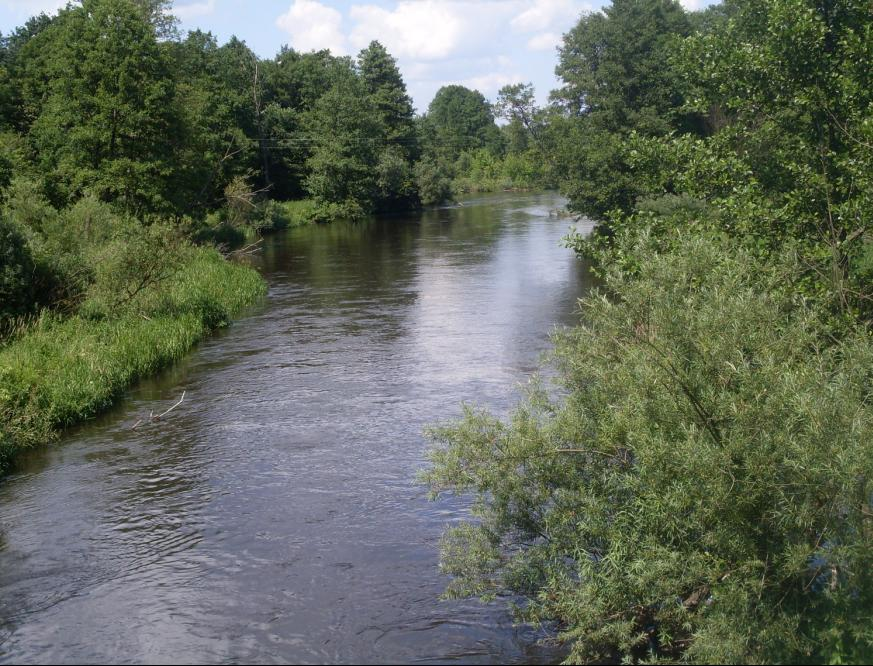
Widok z DK62 (Puste Łąki)
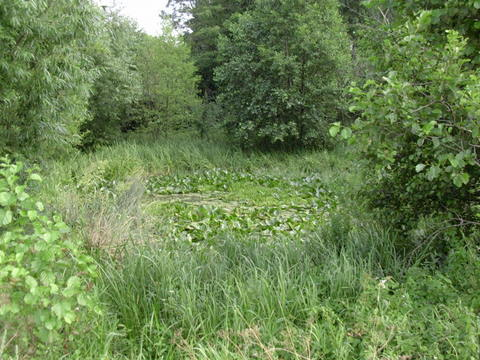
Starorzecza koło Węgrowa
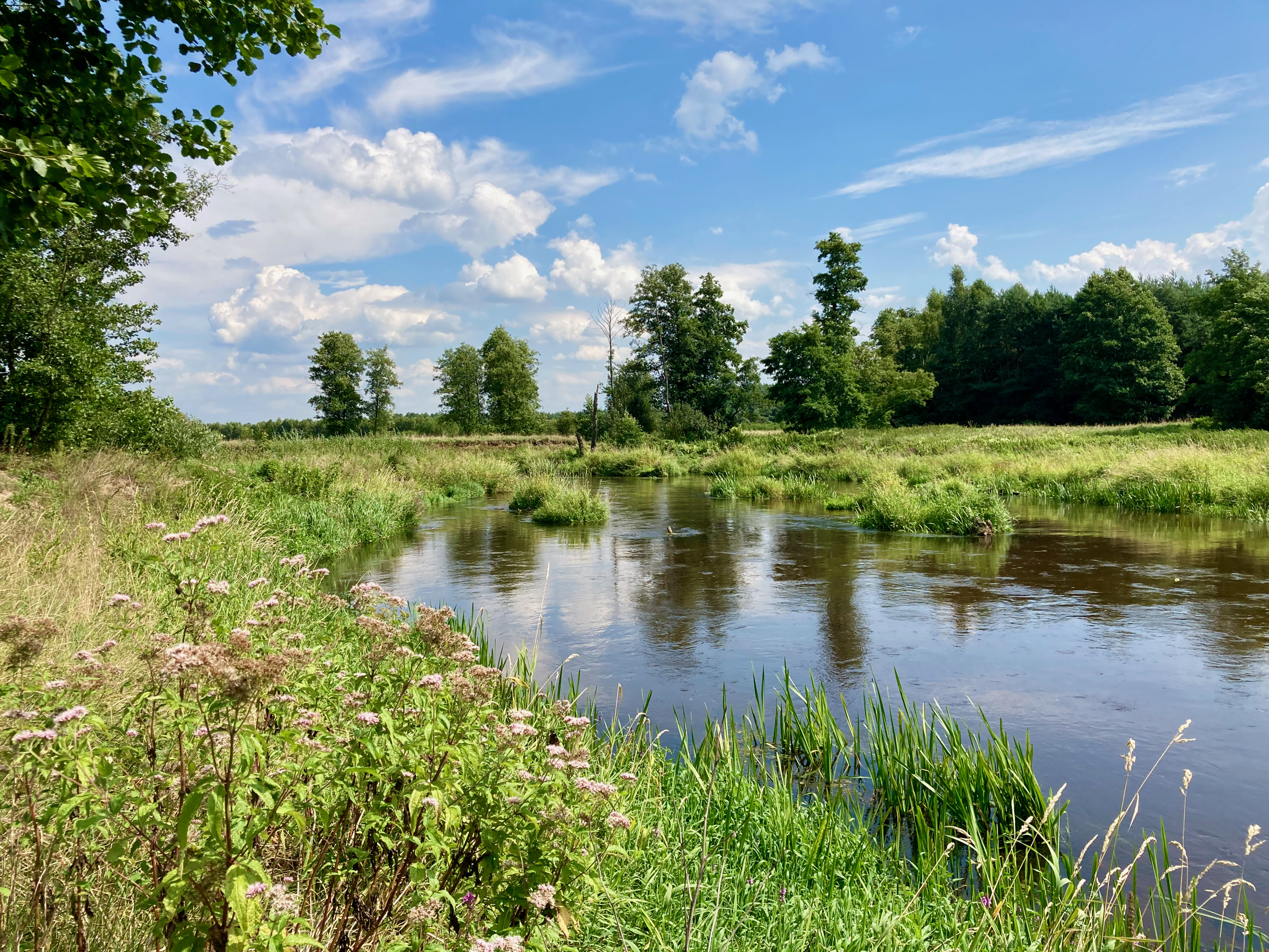
Rzeka Liwiec w pobliżu Starowoli